# Ruutana
Ruutana är en ort i Kangasala stad (kommun) i landskapet Birkaland i Finland. Ruutana utgjorde en tätort (finska: taajama) fram till tätortsavgränsningen 2020.
Vid tätortsavgränsningen den 31 december 2019 hade Ruutana 3 591 invånare och omfattade en landareal av 9,46 kvadratkilometer. Året därefter hade området vuxit ihop med Tammerfors centraltätort och Ruutana klassificerades inte längre som tätort.